# Deslocado
Deslocado è un singolo del gruppo musicale portoghese Napa, pubblicato il 23 gennaio 2025.

## Descrizione
Deslocado è stata scritta da João Guilherme Gomes, composta dalla band e André Santos, e prodotta da quest'ultimo insieme a Luís "Twins" Pereira.
La canzone rappresenta un tributo alle radici del gruppo, formato da madeirensi che vivono nel Portogallo continentale, e nasce dal desiderio di esprimere "quella sensazione di essere fuori posto, di essere a un oceano di distanza da casa". João Rodrigues, il batterista della band, ha affermato che il brano è dedicato a tutti gli emigranti che "hanno dovuto lasciare il paese per cercare una vita migliore, piuttosto che limitarsi a sopravvivere in Portogallo".

## Promozione
Il singolo, registrato in portoghese, è stato ufficialmente annunciato il 23 gennaio 2025 come uno dei 20 partecipanti alla 59ª edizione del Festival da Canção.
Dopo essersi imposto nella seconda semifinale, Deslocado ha trionfato nella finale del successivo 8 marzo, dove, a parità di punti con Diana Vilarinho, i Napa sono stati proclamati vincitori in virtù del punteggio più alto ottenuto nel televoto, come previsto dal regolamento. A seguito di ciò, questi ultimi hanno ottenuto il privilegio di rappresentare il Portogallo all'Eurovision Song Contest 2025 a Basilea.

## Tracce
Testi e musiche di André Santos, Diogo Góis, Francisco Sousa, João Guilherme Gomes, João Lourenço Gomes e João Rodrigues.
1. Deslocado – 2:59

## Formazione
- João Guilherme Gomes – voce, chitarra
- Francisco Sousa – chitarra solista
- Diogo Góis – basso
- João Lourenço Gomes – tastiera
- João Rodrigues – batteria
- Luís "Twins" Pereira – produzione, registrazione
- André Santos – produzione

## Classifiche
| Classifica (2025) | Posizione massima |
| ----------------- | ----------------- |
| Bolivia           | 25                |
| Grecia            | 66                |
| Lituania          | 8                 |
| Lussemburgo       | 19                |
| Portogallo        | 1                 |
| Svizzera          | 59                |